# Дмитренко, Алексей Леонидович
Алексе́й Леони́дович Дмитре́нко (р. 4 июля 1971, Ленинград) — российский литературовед, историк литературы, историк фотографии, издатель, куратор. Главный редактор издательства «Вита Нова» (с 2007).

## Биография
Алексей Дмитренко родился 4 июля 1971 года в Ленинграде.
В 1994 году окончил Санкт-Петербургский государственный технический университет с дипломом инженера-физика (по специальности «Биофизика»). В 1994—1996 годах учился на отделении «Русская история и культура» Русского христианского гуманитарного института, который не окончил. В 1996—1999 годах учился в очной аспирантуре Российского государственного педагогического университета имени А. И. Герцена по кафедре русской литературы XX века. Тема кандидатской диссертации: «Поэтика Константина Вагинова». Участвовал в деятельности «Биографического института „Studia biographica“» (под руководством Б. Бессонова), предоставлявшего архивное обеспечение для словаря «Русские писатели: 1800—1917».
В 1997—1999 года в качестве редактора издательства «Феникс» занимался сбором материалов и издательской подготовкой рукописей для выпусков 19—25 альманаха «Минувшее». Также подготовил восемь авторских публикаций для альманахов «Минувшее», «Невский архив» и «Лица» издательства «Феникс».
Участник нескольких международных конференций по русской литературоведению. В 1999 году получил грант Института «Открытое общество (Фонд Сороса)» на исследования в рамках проекта «Петроградские литературные объединения 1920-х годов». С 1999 года помимо литературоведческих и историко-литературных работ публикует статьи по истории фотографии, рецензии на выставки современного искусства, обзоры художественной жизни (журналы «Новый мир искусства», «СПб Собака ru», газета «На Невском» и др.).
Как поэт публиковал собственные стихи в альманахах и периодических изданиях и издал две книги стихов: «Стихотворения» (1993) и «Les sentiments sublimes» (2000; под псевдонимом Иван Колосов).
С 1998 года принимал участие в ряде проектов Новой академии изящных искусств. Был одним из организаторов поэтических чтений в Летнем саду в мае 2000 года. Составил совместно с Тимуром Новиковым сборник стихотворений «Anthologia neoacademica, или Свежие цветы лирической поэзии» (СПб., 2000), в который вошли произведения молодых поэтов, близких к Новой академии изящных искусств.
Был куратором выставок «Моисей Наппельбаум: Избранные фотографии» в Музее Новой академии изящных искусств (октябрь 1998; совместно с Тимуром Новиковым) и «Петроградские поэтические объединения 1920-х годов» в Музее Института русской литературы (Пушкинском Доме) Российской академии наук (апрель-май 2000). В 1999—2000 годах принимал участие в создании нескольких выпусков программы DEMO на 6-м канале петербургского телевидения.
С 2000 года сотрудничает с музеями и антикварными галереями Москвы и Санкт-Петербурга в качестве специалиста по истории фотографии. В 2001—2002 годах работал экспертом антикварного отдела галереи Derbylius (Милан).
В 1999—2002 годах сотрудничал с различными петербургскими издательствами в качестве литературного и научного редактора — в том числе с издательствами «Новый мир искусства», «ИНАПРЕСС», «Издательство Ивана Лимбаха».
В 2002 году начал работать в издательстве «Вита Нова» в качестве ведущего редактора, в 2007 году стал главным редактором издательства. Курирует книжные серии «Жизнеописания», «Рукописи», «Фамильная библиотека: Парадный зал», «Фамильная библиотека: Священные тексты», «Библиотека великих писателей», «Новая Библиотека поэта».
Является куратором проекта «Художник Александр Алексеев (1901—1982): Возвращение на Родину» (Алексеев, Александр Александрович (художник)), в рамках которого в 2005—2011 годах впервые на родине художника были выпущены четыре издания с иллюстрациями Алексеева («Братья Карамазовы» Ф. Достоевского, «Анна Каренина» Л. Толстого, «Доктор Живаго» Б. Пастернака и «Записки из подполья. Игрок» Ф. Достоевского), выпущена книга о нем, проведены вечера памяти художника и его выставки в Меншиковском дворце (Санкт-Петербург), в Фонде «Русское зарубежье» (Москва) и в Российском фонде культуры в Москве (Москва).
Неоднократно принимал участие в теле- и радиопередачах. Сотрудничает с радиостанциями и телепрограммами «Эхо Москвы», «Фонтанка ФМ», «Культурный слой» (5 канал, Санкт-Петербург) и др. Научный консультант двух полнометражных документальных фильмов, посвящённых Александру Введенскому «Введенский: Кругом возможно Бог» (2005) и о Д. Хармсе «Другая линия» (2006) (оба — «Центрнаучфильм», режиссер В. Уризченко).
В 2011 году совместно с А. Захаренковым выступил инициатором создания на базе издательства «Вита Нова» коллекции, посвященной Д. Хармсу и его окружению. Является куратором выставочных и научных проектов, связанных с этой коллекцией (к началу 2020 года насчитывает более 400 единиц хранения, в том числе рукописи и личные вещи Д. Хармса, Я. Друскина, автографы А. Введенского, редкие издания и оригиналы иллюстраций). В наиболее полном объеме коллекция экспонировалась на двух выставках под названием «Случаи и вещи» в Литературно-мемориальном музее Ф. М. Достоевского (Санкт-Петербург, октябрь — ноябрь 2013) и в рамках IV Платоновского фестиваля искусств (Воронеж, июнь — июль 2014).

### Семья
- Отец — Леонид Васильевич Дмитренко (6.11.1930—3.3.1996), советский и российский физик, специалист в области физики химических процессов; доктор физико-химических наук, профессор.
- Мать — Людмила Васильевна Дмитренко (5.4.1932—30.5.2021), советский и российский переводчик французской литературы, поэт.
- Сестра — Юлия Леонидовна Бердникова (урождённая Дмитренко, р. 30.9.1957), российский психоаналитик.